# Kitbugha

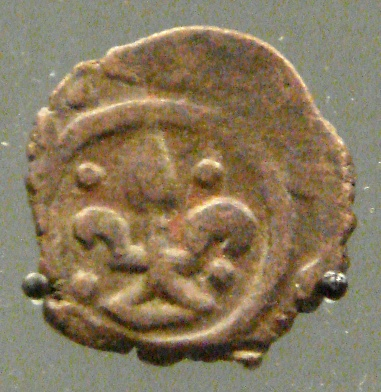
Kupfermünze des Kitbugha

Al-Malik al-Adil Zain ad-Din Kitbugha (arabisch العادل زين الدين كتبغا, DMG al-ʿĀdil Zain ad-Dīn Kitbuġā) war Sultan der Mamluken von 1294 bis 1296.
Nach der Ermordung des Sultans Chalil (reg. 1290–1293) wurde dessen neunjähriger Bruder al-Malik an-Nasir Muhammad zum Sultan gewählt. In dem Regentschaftsrat der Mamlukenemire gewann Kitbugha bald den entscheidenden Einfluss und verfolgte die für den Mord an Chalil verantwortlichen Verschwörer. Da jedoch die in den Mord verwickelten Mamlukenführer Ladschin und Qara-Sonqur eine zu starke Machtstellung besaßen, verbündete er sich mit ihnen und schlug eine folgende Revolte der Anhänger Chalils nieder.
Nun ließ er sich 1294 selbst zum Sultan ausrufen. Seine Regierung war vor allem durch den Ausbruch von Hungersnöten und Seuchen gekennzeichnet, wobei besonders Kairo betroffen war. Da Kitbugha mongolischer Abstammung war, bevorzugte er bei der Ämtervergabe seine Landsleute. Dies führte 1296 zu seinem Sturz durch Ladschin. Kitbugha blieb jedoch am Leben, wurde von Sultan Ladschin (reg. 1296–1299) amnestiert und erhielt ein hohes Amt in der Verwaltung.
| Vorgänger                  | Amt                                           | Nachfolger |
| -------------------------- | --------------------------------------------- | ---------- |
| al-Malik an-Nasir Muhammad | Sultan von Ägypten (Bahri-Dynastie) 1294–1296 | Ladschin   |

| Personendaten    | Personendaten |
| ---------------- | --- |
| NAME             | Kitbugha |
| ALTERNATIVNAMEN  | Kitbuġā, ʿĀdil Zain ad-Dīn; العادل زين الدين كتبغا (arabisch); Kitbugha, al-Adil Zain ad-Din; Kitbuġā, ʿĀdil Zain ad-Dīn |
| KURZBESCHREIBUNG | Sultan der Mamluken (1294–1296)                                                                                          |
| GEBURTSDATUM     | 13. Jahrhundert |
| STERBEDATUM      | 14. Jahrhundert |